# Physique mathématique
La physique mathématique est un domaine de recherche commun à la physique et aux mathématiques s'intéressant au développement des méthodes mathématiques spécifiques aux problèmes physiques (méthodes mathématiques en physique) ou plus généralement à l'application des mathématiques à la physique, et, à l'opposé, aux développements mathématiques que suscitent certains domaines de recherche en physique. Elle inclut notamment l'étude des systèmes dynamiques, des algèbres aux symétries particulières, des méthodes de décomposition en séries et des méthodes de résolution d'équations différentielles.

## Introduction historique
Au XVIIe siècle, Isaac Newton a développé de nouveaux outils de mathématiques pour résoudre des problèmes de physique (dont la question du mouvement des objets).
Suivirent au XIXe siècle James Clerk Maxwell, Lord Kelvin, William Rowan Hamilton.
Au XXe siècle David Hilbert développa la théorie des espaces de Hilbert pour résoudre les équations intégrales, théorie qui se trouve au centre aujourd'hui de la mécanique quantique. La relativité générale d'Einstein utilise les connaissances mathématiques en géométrie différentielle, géométrie riemannienne et géométrie lorentzienne.

## Portée
Il existe plusieurs branches distinctes de la physique mathématique, qui correspondent en grande partie à des périodes historiques spécifiques du développement de notre compréhension du monde.

### Mécaniquelagrangienneethamiltonienne
L’application des techniques de la physique mathématique à la mécanique classique consiste généralement en une reformulation rigoureuse, abstraite et avancée de la mécanique newtonienne, en termes de mécanique lagrangienne et de mécanique hamiltonienne, y compris les deux approches en présence de contraintes.
Ces formulations, qui relèvent de la mécanique analytique, mettent en lumière l’interaction profonde entre les notions de symétrie et les quantités conservées dans l’évolution dynamique des systèmes mécaniques, telle qu’elle est exprimée dans la version élémentaire du théorème de Noether.
Ces approches ont été étendues à d’autres domaines de la physique, tels que la mécanique statistique, la mécanique des milieux continus, la théorie classique des champs et la théorie quantique des champs.
Par ailleurs, elles ont contribué à des développements majeurs en géométrie différentielle, notamment en introduisant ou approfondissant des notions en géométrie symplectique.

### Équations auxdérivées partielles
Dans le domaine des mathématiques, la théorie des équations aux dérivées partielles, le calcul variationnel, l’analyse de Fourier, la théorie du potentiel et l’analyse vectorielle figurent parmi les branches les plus étroitement associées à la physique mathématique. Ces disciplines ont connu un développement intensif, notamment à partir de la seconde moitié du XVIIIe siècle, sous l’impulsion de figures comme D’Alembert, Euler et Lagrange, jusqu’aux années 1930.
Les applications physiques de ces avancées mathématiques couvrent une large gamme de domaines, incluant l’hydrodynamique, la mécanique céleste, la mécanique des milieux continus, la théorie de l’élasticité, l’acoustique, la thermodynamique, l’électricité, le magnétisme et l’aérodynamique.

### Théorie quantique
La théorie des spectres atomiques, et plus tard la mécanique quantique, s’est développée parallèlement à certains domaines mathématiques tels que l’algèbre linéaire, la théorie spectrale des opérateurs, les algèbres d’opérateurs et, plus largement, l’analyse fonctionnelle.
En mécanique quantique non relativiste, les opérateurs de Schrödinger jouent un rôle central, établissant des liens profonds avec la physique atomique et moléculaire.
Par ailleurs, la théorie de l’information quantique constitue une sous-discipline émergente et prometteuse de ce champ.

### Relativité et théories relativistes
Les théories de la relativité restreinte et générale requièrent des outils mathématiques spécifiques et sophistiqués.
La théorie des groupes, les tenseurs a joué un rôle fondamental, à la fois dans la théorie quantique des champs et dans la géométrie différentielle.
Cependant, ces bases ont été progressivement enrichies par la topologie et l’analyse fonctionnelle, qui sont devenues essentielles pour la description mathématique des phénomènes cosmologiques et quantiques associés à la théorie des champs.
Par ailleurs, certains concepts issus de l’algèbre homologique et de la théorie des catégories occupent également une place importante dans ces domaines.